# Bohoslovec
Bohoslovec je původně teolog; v protestantské tradici tento význam žije i nadále, zejména v katolické církvi se však význam slova posunul tak, že obvykle označuje studenta bohosloví neboli teologie, zejména takového, který se na bohoslovecké fakultě a v kněžském semináři připravuje na kněžskou službu.

## Bohoslovci v katolické církvi

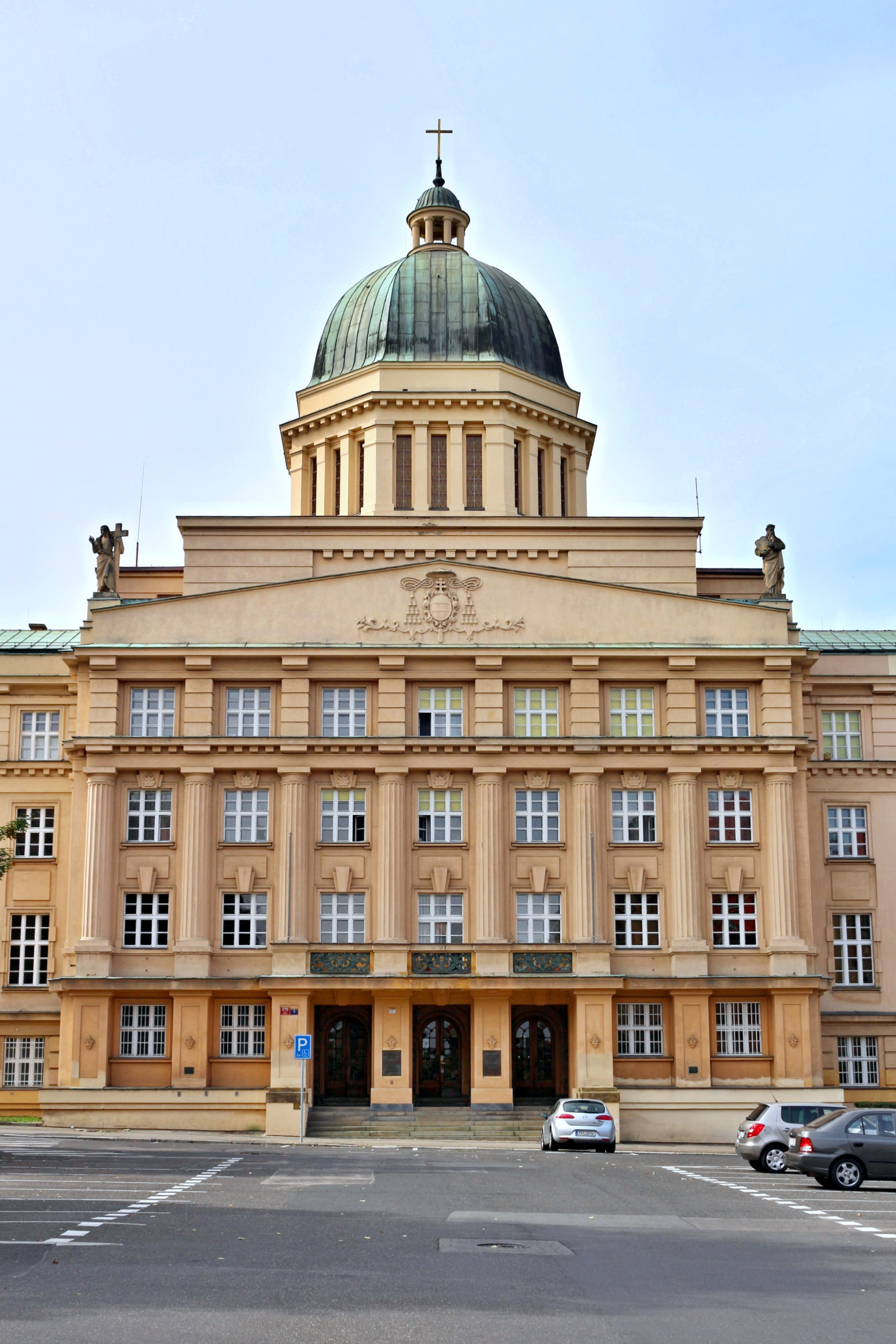
Pražský kněžský seminář se nachází přímo ve stejné budově jako katolická teologická fakulta

Bohoslovci v katolické církvi (v užším slova smyslu, tj. církve uznávající autoritu Říma) žijí v tzv. kněžských seminářích a studují na blízké katolické teologické fakultě. Seminář tak má kandidáty na kněžství připravit jak po duchovní, tak i intelektuální stránce. Život v kněžském semináři je rozdělen mezi duchovní život a studium. Den začíná a končí modlitbou, den je vyplněn studiem, popř. osobním volnem.
V římskokatolické církvi však seminář není jedinou možností přípravy na kněžství – druhou možností je příprava na kněžství jakožto řeholník v klášteře, kde je na komunitní a duchovní život kladen větší důraz než v semináři. Studium mnichů se zpravidla odehrává rovněž na katolické teologické fakultě, některé řády však mohou své mnichy vzdělávat samy.

## Bohoslovci v pravoslaví
Pravoslavné církve mají podobnou formaci budoucích kněží jako katolická církev. Adept je obvykle poslán na studia do některého kláštera či farnosti, a po uplynutí doby studií či praxe se rozhoduje, zda se stane „laickým“ knězem (v tom případě se ještě před svěcením smí obvykle oženit a založit rodinu), nebo zda bude dodržovat celibát a stane se monachem (mnichem).

## Bohoslovci v protestantských církvích
Vzhledem k různosti protestantských církví je i formace budoucích duchovních různá. Kandidáti nejsou zpravidla vázáni na život v komunitě v nějakém semináři. Ostatně chápání duchovní služby je v těchto církvích často odlišné než v církvi katolické či pravoslavné, pastoři, kazatelé či faráři jsou „vysíláni do služby“, „ordinováni“ a „instalováni“.